# Gare de Cherbourg
Gare de Cherbourg – stacja kolejowa w Cherbourgu, w departamencie Manche, w regionie Normandia, we Francji. Jest to druga stacja co do wielkości w regionie po Caen.
Znajduje się na końcu linii kolejowej z Paryża Saint-Lazare.

## Historia
Dworzec Dworzec został otwarty w 1858 r., i obsługuje co roku 1 mln pasażerów.
Obecnie linia Corail Intercités Normandie Paryż-Caen-Cherbourg jest najbardziej opłacalna w swojej klasie, z zyskiem ponad 10 mln euro rocznie. Każdego dnia dziesiątki pociągów TER Basse-Normandie i Corail Intercités Normandie łączy bezpośrednio Cherbourg z Lisieux, Caen, Paris Saint-Lazare. Obecnie czas przejazdu do Paryża wynosi od 03:05 do 02:45.